# Cristești (Botoșani megye)
Cristești, település Romániában, Moldvában, Botoșani megyében.

## Fekvése
Bălușenitől délnyugatra, a DN 28B út közelében fekvő település.

## Története
A 2011. évi népszámláláskor a településnek 2259 lakosa volt.
A falu 18. századi fatemploma 1771-ben, a Cristescu család alapítványaként épült.